# Tony Brown (rugbista)
Tony Eion Brown (Balclutha, 17 gennaio 1975) è un ex rugbista a 15 e allenatore di rugby a 15 neozelandese, a lungo mediano d'apertura degli Highlanders e membro degli All Blacks alla Coppa del Mondo di rugby 1999; dal 2021 è l'allenatore degli Highlanders.

## Biografia
Cresciuto nella provincia di Otago, si trasferì a Dunedin per gli studi superiori; lì militò nel locale Harbour RC.
Nel 1995 debuttò per con Otago nel campionato nazionale delle province, di cui disputò la finale, e l'anno successivo, con la nascita del Super Rugby, entrò a fare parte della franchise degli Highlanders fin dalla sua origine.
Nel giugno 1999 debuttò negli All Blacks contro Samoa e pochi mesi dopo prese  parte alla Coppa del Mondo di rugby 1999 che vide la Nuova Zelanda classificarsi al quarto posto finale.
Fece parte della Nazionale fino al 2001, poi non fu più convocato; nel 2005 lasciò gli Highlanders per trasferirsi in Giappone e firmare un contratto con i Sanyo (poi Panasonic) Wild Knights, club nel quale rimase complessivamente cinque stagioni, alternando la frequenza in Top League, della cui prima edizione fu vincitore, con due stagioni in Sudafrica negli Sharks e gli Stormers.
Durante una partita in Giappone rischiò gravemente la fine della carriera, essendosi lesionato il pancreas in un incidente di gioco; tuttavia riprese normalmente l'attività.
Nel 2011 tornò agli Highlanders per un'ultima stagione, dopodiché si ritirò; dopo un'ulteriore stagione ai Wild Knights come assistente allenatore è tornato in Nuova Zelanda come allenatore della squadra provinciale di Otago.

## Palmarès
- Top League: 1
Panasonic Wild Knights: 2008